# Triaspis odorata
Triaspis odorata là một loài thực vật có hoa trong họ Malpighiaceae. Loài này được (Willd.) A. Juss. miêu tả khoa học đầu tiên..